# Caius Gabriel Cibber
Caius Gabriel Cibber (1630-1700) fou un escultor danès establert a Anglaterra i pare del poeta, dramaturg i actor anglès Colley Cibber.

## Biografia
Cibber era fill d'un ebenista del rei Frederic III de Dinamarca, el qual sembla que el va enviar a estudiar a Itàlia. Va arribar a Anglaterra el 1660, abans de la Restauració anglesa, probablement via Amsterdam, i treballà per a John Stone, fill de Nicholas Stone.
La seua primera obra important va ésser el gran relleu (1674) de la base del monument erigit en memòria del Gran incendi de Londres (1666). Entre altres obres seues, a Londres, hi ha les dramàtiques figures del Deliri i de la Bogeria de la malenconia (vers 1675), que va fer per a la porta de l'antic hospital de Bedlam (avui dia al Bethlem Royal Hospital Museum, Beckenham), i una font de Soho Square, que originalment mostrava Carles II d'Anglaterra i d'Escòcia i els quatre rius principals d'Anglaterra (actualment a la plaça només resta la figura força deslluïda del rei).
Dedicà la major part de la seua carrera posterior a l'escultura decorativa, de la qual hi ha notables exemples al palau de Hampton Court (1691-1696) i a la catedral de Saint Paul (1698-1700), on treballava quan va morir.
Tret de les figures esmentades i de la digna i emotiva tomba de Thomas Sackville a Withyham, East Sussex (1677), l'obra de Cibber és normalment feta amb competència però sense inspiració, tot i que resulta interessant, però, perquè reflecteix la influència barroca rebuda d'Itàlia (ben poc corrent encara a l'Anglaterra d'aquell temps) i també dels Països Baixos.
El seu fill Colley Cibber (1671-1757) va ésser poeta, dramaturg i actor.

## Galeria

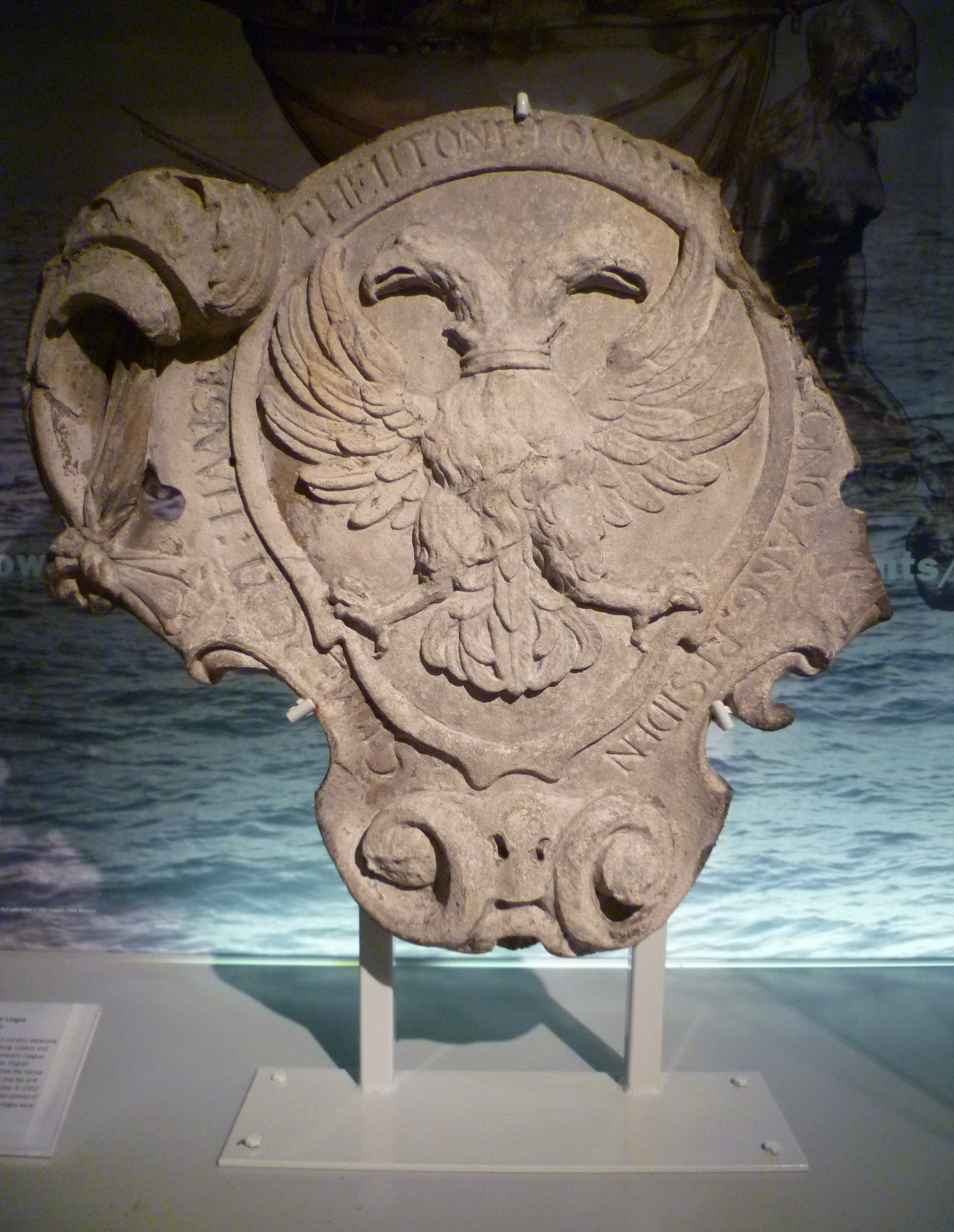
Escut d'armes de la Lliga Hanseàtica exhibit al Museu de Londres (vers el 1670)
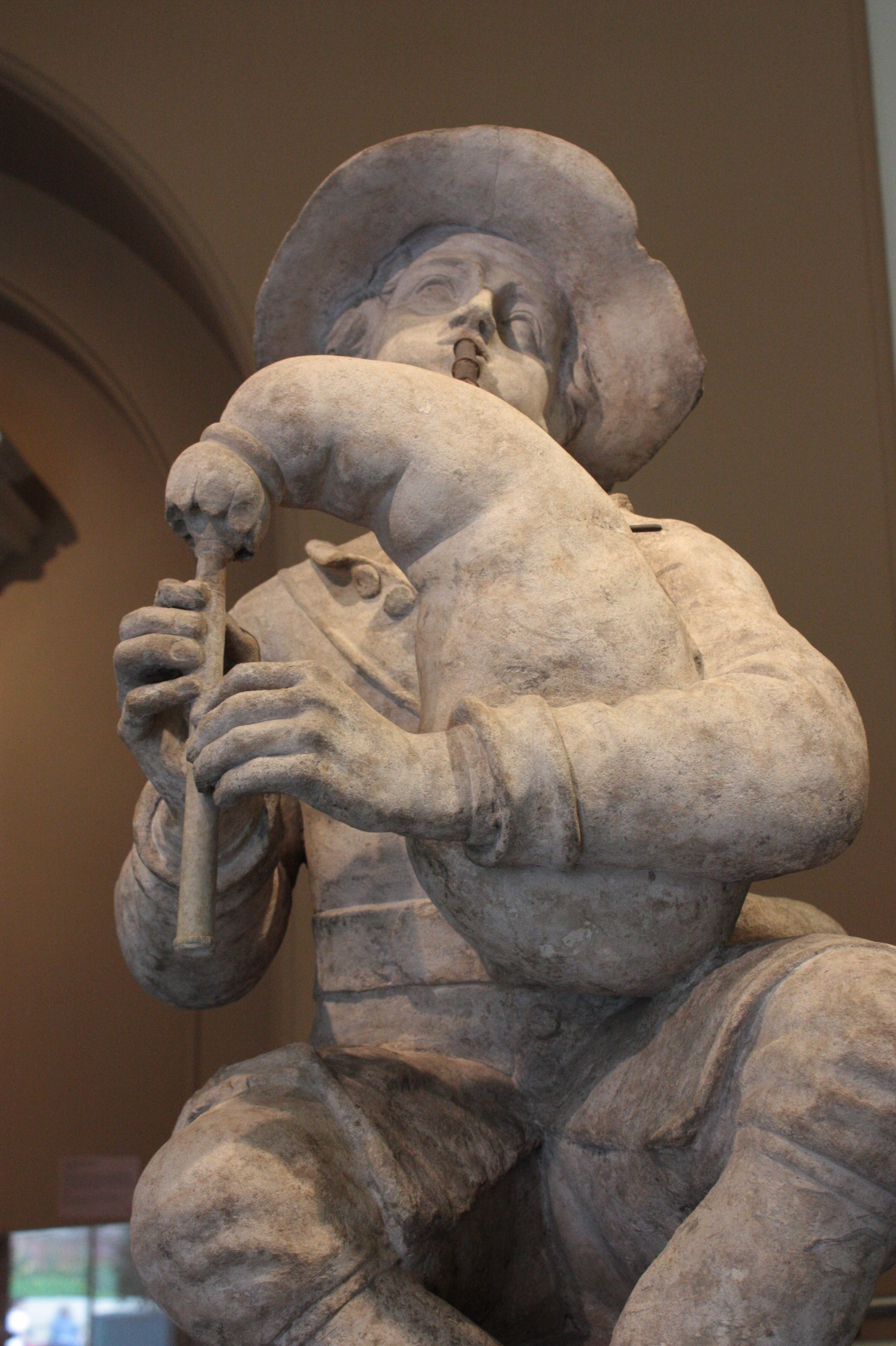
Noi amb cornamusa (vers el 1680)
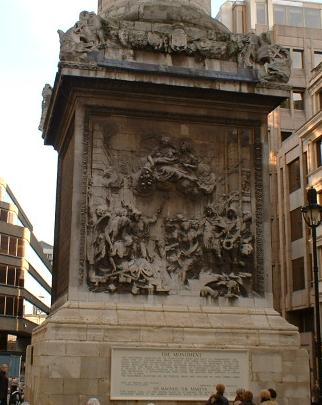
Base del monument erigit en memòria del Gran incendi de Londres (1666)
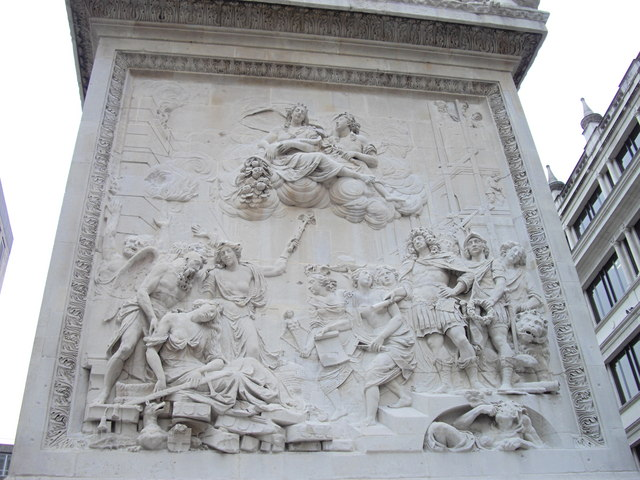
Baix relleu del costat oest del monument en memòria del Gran incendi de Londres
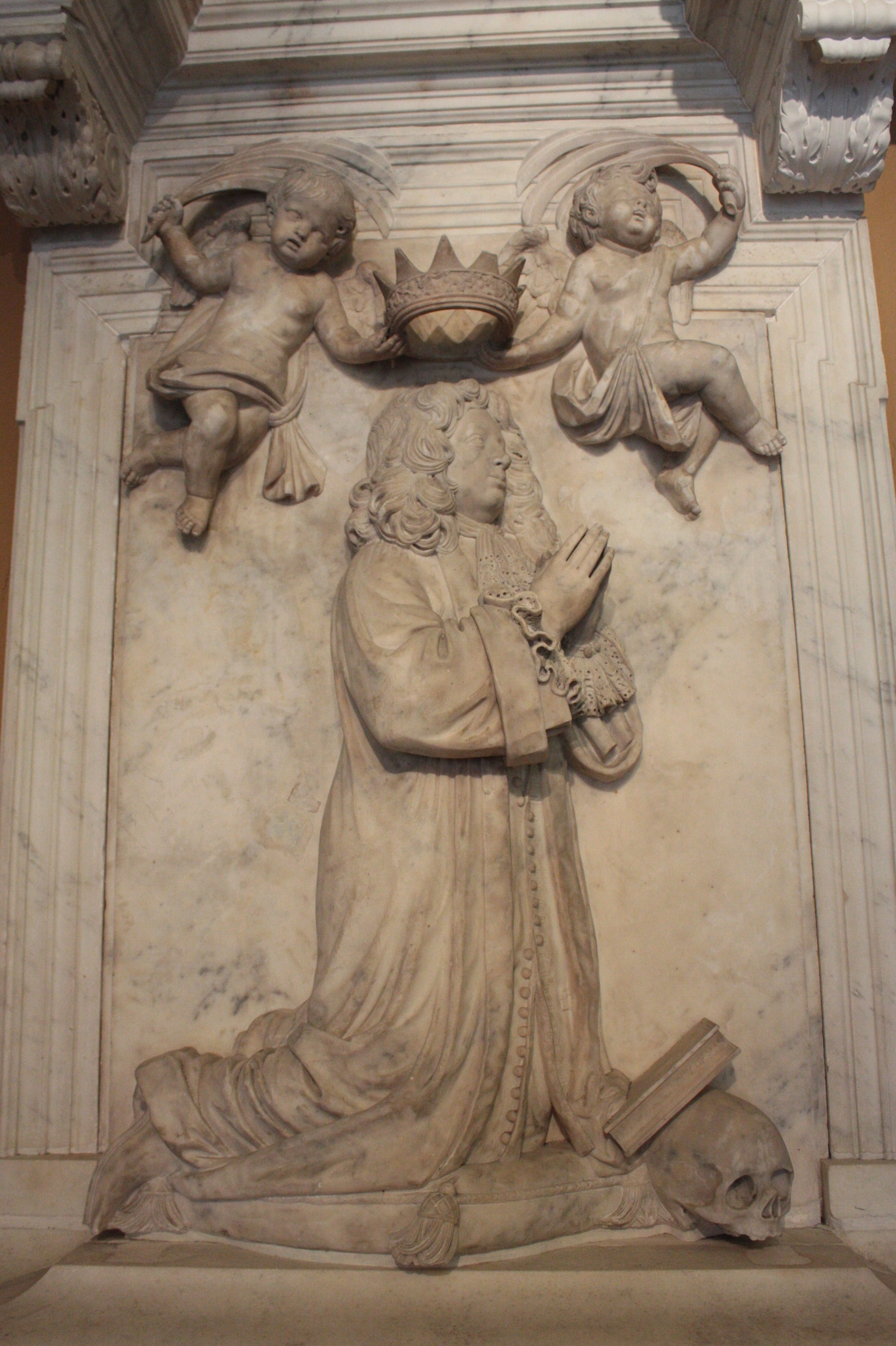
Tomba de Francis Musters (1680)
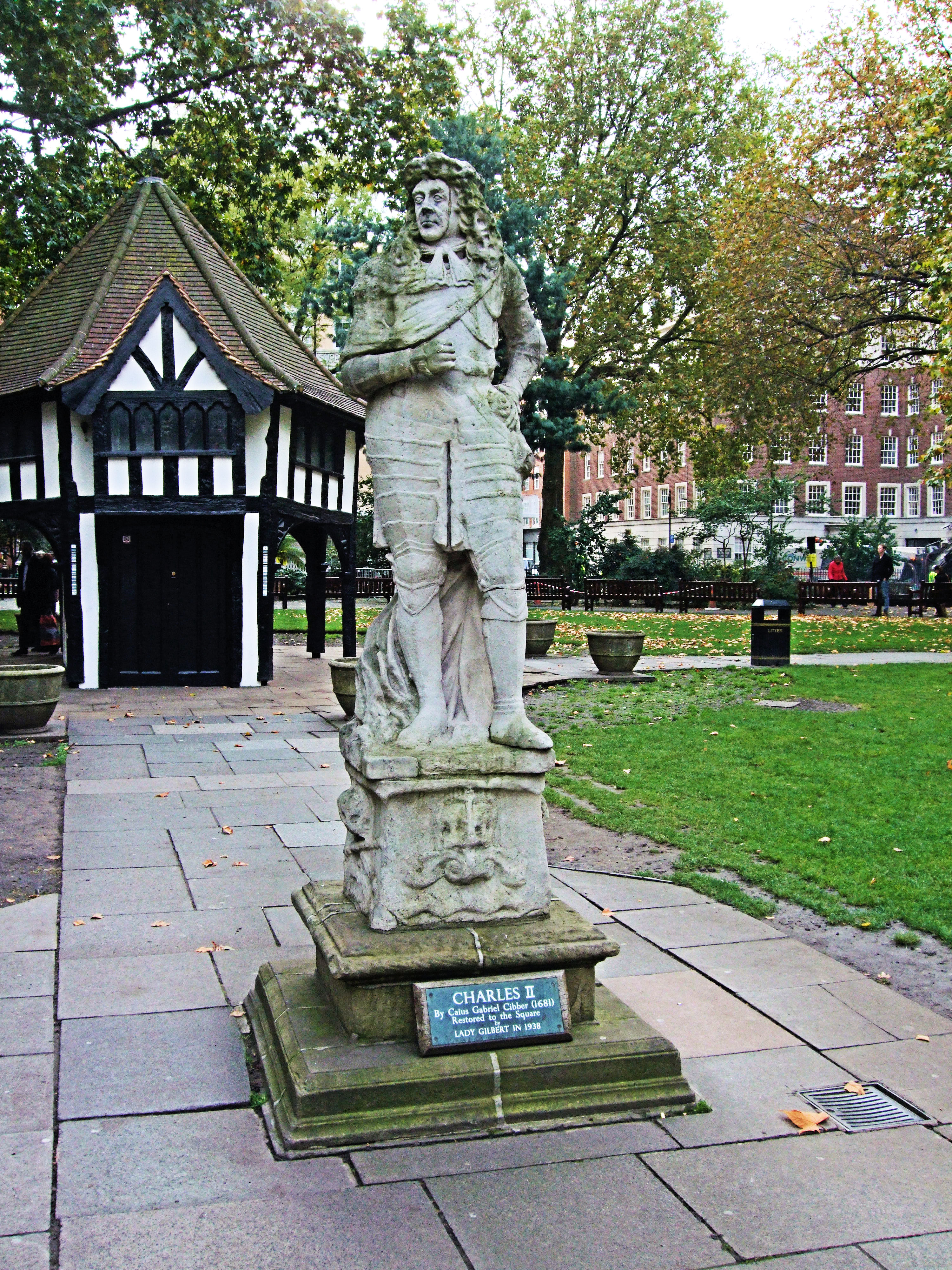
Estàtua de Carles II a Soho Square (Londres)